# Orthonama dicymanta
Orthonama dicymanta là một loài bướm đêm trong họ Geometridae.